# N-Klasse (1983)
Die N-Klasse (auch als Nieuw-Amsterdam-Klasse bezeichnet) war eine Baureihe von zwei 1983 und 1984 in Dienst gestellten Kreuzfahrtschiffen, die von der niederländischen Reederei Holland-America Line bei Chantiers de l’Atlantique in Saint-Nazaire in Auftrag gegeben wurden. Die Schiffe der Klasse blieben bis in die 2000er Jahre für Holland-America im Einsatz und anschließend zum weiteren Betrieb an andere Reedereien verkauft. Das Typschiff Nieuw Amsterdam wurde 2018 als Marella Spirit ausgemustert und abgewrackt, die Noordam beendete 2020 als Marella Celebration ihre aktive Laufbahn und wurde 2022 abgewrackt.

## Geschichte
Die Einheiten der N-Klasse waren die ersten Neubauten der Holland-America Line seit 1973 und wurden in ihren Abmessungen nur von der bereits 1959 in Dienst gestellten Rotterdam übertroffen. Ihr Erscheinen markierte eine signifikante Vergrößerung der Holland-America-Flotte dar, die zu diesem Zeitpunkt aus vorrangig älteren Einheiten bestand. Beide Schiffe entstanden in der Werft von Chantiers de l’Atlantique in Saint-Nazaire, in der seit der Renaissaice im Jahr 1966 kein Passagierschiff mehr entstanden war. Das Typschiff Nieuw Amsterdam lief am 20. August 1982 unter der Baunummer V27 vom Stapel, die Noordam folgte am 21. Mai 1983.
Das Design der beiden Schwesterschiffe war teilweise an den letzten Neubau der Reederei, der weitaus kleineren Prinsendam von 1973, angelehnt. Dieses Schiff sank im Oktober 1980 nach einem Brand im Golf von Alaska. Teile der ausbezahlten Versicherungssumme sollen für die Finanzierung der Neubauten genutzt worden sein.
Die Nieuw Amsterdam und die Noordam waren beide für den Betrieb in der Karibik in den Wintermonaten und für Reisen nach Kanada und Alaska in den Sommermonaten konzipiert und in ihren ersten Dienstjahren auch dort im Einsatz. In ihrer späteren Einsatzzeit für Holland-America kamen die Schiffe weltweit zum Einsatz.
Nach 16 Dienstjahren wurde die Nieuw Amsterdam Ende 1999 verkauft und schließlich nach einer kurzzeitigen Nutzung als Hotelschiff ab Dezember 2000 als Patriot von American Classic Cruises eingesetzt. Die Noordam blieb insgesamt 20 Jahre für Holland-America im Einsatz ging schließlich 2004 unter Charter als Thomson Celebration an den britischen Reiseanbieter Thomson Cruises. Die ehemalige Nieuw Amsterdam fuhr bereits seit 2003 als Thomson Spirit für denselben Betreiber, nachdem American Classic Cruises 2001 Insolvenz anmelden musste. So standen nun beide Schiffe wieder für die gleiche Reederei im Einsatz.
Die Schwesterschiffe standen für Thomson Cruises weltweit im Einsatz, waren jedoch die meiste Zeit in Europa (insbesondere im Mittelmeer) stationiert. Im Jahr 2017 benannte sich Thomson Cruises in Marella Cruises um. Die Namen der Schiffe wurden dementsprechend in Marella Spirit und Marella Celebration umgeändert. Nur wenige Monate später beendete die Marella Spirit im Oktober 2018 jedoch ihre aktive Dienstzeit nach Ankunft der 12 Jahre jüngeren Marella Explorer 2 in der Flotte. Das 35 Jahre alte Schiff wurde als La Spirit zum Abbruch nach Alang verkauft und traf dort im Dezember 2018 ein.
Die Marella Celebration blieb noch bis Frühjahr 2020 für Marella Cruises in Fahrt, ehe die COVID-19-Pandemie im April das Ende der Dienstzeit des Schiffes brachte. Marella Cruises entschied sich aufgrund des Alters von 36 Jahren gegen eine erneute Indienststellung der Marella Celebration nach der Pandemie. Stattdessen wurde das Schiff im Juli 2020 in Eleusis aufgelegt. Im September 2022 traf das Schiff im türkischen Aliağa zur Verschrottung ein.

## Einheiten der Klasse
| Die Einheiten der N-Klasse | Die Einheiten der N-Klasse | Die Einheiten der N-Klasse | Die Einheiten der N-Klasse                     | Die Einheiten der N-Klasse | Die Einheiten der N-Klasse | Die Einheiten der N-Klasse                                                  | Die Einheiten der N-Klasse |
| -------------------------- | -------------------------- | -------------------------- | ---------------------------------------------- | -------------------------- | -------------------------- | --------------------------------------------------------------------------- | -------------------------- |
| Name                       | Stapellauf                 | Ablieferung                | Bauwerft / Baunummer                           | Vermessung                 | Antrieb                    | Verbleib                                                                    |                            |
| Nieuw Amsterdam            | 20. August 1982            | 14. Mai 1983               | Chantiers de l’Atlantique, Saint-Nazaire / V27 | 33930 BRT                  | Sulzer-Dieselmotoren       | 2000 verkauft, 2018 in Alang abgewrackt                                     |                            |
| Noordam                    | 21. Mai 1983               | 2. April 1984              | Chantiers de l’Atlantique, Saint-Nazaire / X27 | 33933 BRT                  | Sulzer-Dieselmotoren       | 2004 verkauft, ab Juli 2020 in Eleusis aufgelegt, 2022 in Aliağa abgewrackt |                            |